# Ensemble (artisteri)
För andra betydelser, se Ensemble.

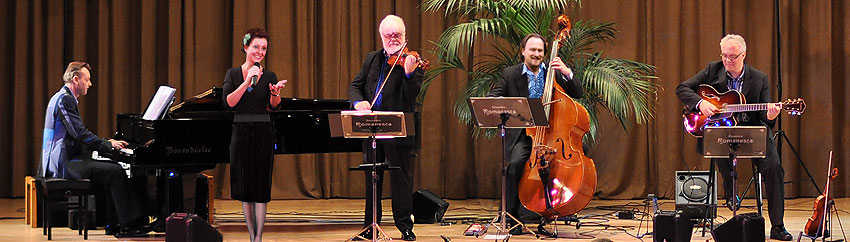
Romanesca Orchestra från Holland, som ett exempel på en orkesterensemble.

En ensemble är en samverkande grupp av artister, till exempel musiker, skådespelare eller dansare. Ordet kommer från franskans ensemble, ”tillsammans”.